# Moha Leaph
Moha Leaph es una comuna (khum) del distrito de Kaoh Soutin, en la provincia de Kompung Cham, Camboya. En marzo de 2008 tenía una población estimada de 5763 habitantes.
Se encuentra ubicada en la llanura camboyana, al sureste del lago Sap (Tonlé Sap) y a escasa distancia del río Mekong y de la frontera con Vietnam.